# Довжицька волость (Чернігівський повіт)
Довжицька волость — історична адміністративно-територіальна одиниця Чернігівського повіту Чернігівської губернії з центром у селі Довжик.
Станом на 1885 рік складалася з 16 поселень, 17 сільських громад. Населення — 8002 особи (3974 чоловічої статі та 4028 — жіночої), 1529 дворових господарства.
|                     | Площа, десятин | У тому числі орної, дес. |
| ------------------- | -------------- | ------------------------ |
| Сільських громад    | 9939           | 8916                     |
| Приватної власності | 7784           | 5376                     |
| Іншої власності     | 156            | 147                      |
| Загалом             | 17879          | 14439                    |

Основні поселення волості:
- Довжик — колишнє державне й власницьке село при річці Свишень за 25 верст від повітового міста, 1284 особи, 234 двори, православна церква, школа, постоялий будинок, 2 вітряних млинів, крупорушка, маслобійний завод.
- Білоцерківка — колишнє власницьке село при річці Хохля, 437 осіб, 89 дворів, вітряний млин, крупорушка.
- Гучин — колишнє державне й власницьке село при річці Білоус, 600 осіб, 127 дворів, православна церква, постоялий будинок, 2 вітряних млинів, крупорушка.
- Кувечичі — колишнє власницьке село при річці Свишень, 1002 особи, 224 двори, постоялий будинок, лавка, вітряний млин, крупорушка, маслобійний завод.
- Мохнатин — колишнє державне й власницьке село при річці Бичалка, 821 особа, 161 двір, православна церква, постоялий будинок, 3 вітряних млини.
- Рудка — колишнє державне й власницьке село при річках Бичалка й Струга, 926 осіб, 176 дворів, православна церква, постоялий будинок, вітряний млин.
- Юр'ївка — колишнє державне село при річках Білоус, 562 особи, 97 дворів, православна церква, вітряний млин.

1899 року у волості налічувалось 17 сільських громад, населення зросло до 11 199 осіб (5718 чоловічої статі та 5481 — жіночої).